# Fontaines (Wandea)
Fontaines – miejscowość i dawna gmina we Francji, w regionie Kraj Loary, w departamencie Wandea. W 2013 roku liczba ludności wynosiła 806 mieszkańców. 
W dniu 1 stycznia 2016 roku z połączenia dwóch ówczesnych gmin – Doix oraz Fontaines – utworzono nową gminę Doix-lès-Fontaines. Siedzibą gminy została miejscowość Doix. 